# Виноградовский сквер
Виногра́довский сквер (быв. сквер «Спу́тник») — сквер в Невском районе Санкт-Петербурга. Разбит в 1938 году и находится между переулком Матюшенко, улицей Бабушкина, Императорским фарфоровым заводом и проспектом Обуховской Обороны.
Прежде на территории сквера, а также Ломоносовского сквера, расположенного на противоположной стороне улицы Бабушкина, находилось Спасо-Преображенское (Фарфоровское) кладбище. Оба сквера разбиты после того, как кладбища закрыли и разровняли техникой. Изначально безымянный сквер был назван по построенному в 1960 году кинотеатру «Спутник», до 2018 года находившемуся в доме номер 40 по улице Бабушкина. 1 марта 2013 года сквер был переименован в Виноградовский — в честь изобретателя русского фарфора Д. И. Виноградова. Могила Виноградова, вероятно, находилась на Фарфоровском кладбище, однако была утрачена существенно раньше исчезновения самого кладбища.
Планировалось реконструировать здание кинотеатра и построить на части сквера торговый центр. В январе 2018 года бывший «Спутник» был снесён.
Сквер состоит из четырёх частей, разделенных переулком Матюшенко, Прямым проспектом и трамвайным путепроводом. Щемиловский путепровод, который соединяет Володарский мост с проспектом Обуховской Обороны, проходит по юго-восточной части Виноградовского сквера.